# Punalūr
Punalūr är en ort i Indien.   Den ligger i distriktet Kollam och delstaten Kerala, i den södra delen av landet, 2 200 km söder om huvudstaden New Delhi. Punalūr ligger 58 meter över havet och antalet invånare är 47 263.
Terrängen runt Punalūr är platt åt sydväst, men åt nordost är den kuperad. Runt Punalūr är det tätbefolkat, med 331 invånare per kvadratkilometer. Det finns inga andra samhällen i närheten. Omgivningarna runt Punalūr är en mosaik av jordbruksmark och naturlig växtlighet.